# Grupo Petrópolis
O Grupo Petrópolis, antes conhecida como Cervejaria Petrópolis, é uma empresa brasileira fabricante de bebidas.
Em setembro de 2011, as cervejas produzidas pela empresa assumiram o segundo lugar no ranking brasileiro.

## História
Fundada em 1994 na cidade de Petrópolis, comercializava a marca Itaipava. Em 1998, a empresa foi comprada pelo empresário Walter Faria , um dos bilionários brasileiros self-made na lista da Forbes em 2022, e logo a seguir, adquire também a cervejaria Crystal. Primeira a comercializar seus produtos em lata com selo de proteção, ocupa atualmente o segundo lugar em vendas no país. Seu principal polo industrial é na cidade de Boituva-SP.

### Parceria alemã
Em 2010 a empresa firmou uma parceria com a cervejaria alemã Weltenburguer e começou a fabricar no Brasil, uma das receitas de cerveja mais antigas do mundo, criada em 1050. A Abadia de Weltenburg é um mosteiro beneditino em Weltenburg, perto de Kelheim, no Danúbio, Baviera, Alemanha. esse mosteiro e a Abadia de Weihenstephan são as mais antigas cervejarias monásticas do mundo.

## Expansão
Em 2012 foi anunciada a construção de nova fábrica no Nordeste, com capacidade de 600 milhões de litros/ano.

Em 2021, o grupo já possui oito fábricas em operação e é responsável pela geração de aproximadamente 24 mil empregos diretos, e está ampliando sua distrição para o sul do país.

### Recuperação judicial
Em 27 de março de 2023, a holding anunciou que entrou com um pedido de recuperação judicial. Segundo a empresa, as dívidas com credores chegam a R$ 4,4 bilhões; com justificativa das altas taxas de juros no Brasil a 13,75% ao ano a época, gerando um prejuízo diário de R$ 395 milhões anuais. Atualmente, segundo a companhia, apenas 40% das suas atividades nas 8 fábricas que possui estão funcionando normalmente. O Tribunal de Justiça do Rio de Janeiro acatou o pedido mas não deu detalhes sobre os trâmites do processo, já que se encontra em sigilo. 

## Patrocínio esportivo
A empresa tem investido fortemente em patrocínio a eventos automobilisticos realizados no Brasil. Em 26 de agosto assinou contrato para patrocinar a equipe Brawn GP durante o Grande Prêmio do Brasil de Fórmula 1 de 2009 através da marca Itaipava. Em outubro expandiu o patrocínio a equipe, incluindo o lançamento de sua bebida energética TNT Energy Drink.
De 2012 a 2014, a Scuderia Ferrari foi patrocinada pelo grupo, por meio da bebida TNT Energy Drink.Também patrocina arenas esportivas no nordeste.

## Acusações de envolvimento em Práticas Ilícitas
Polícia Federal deflagrou na manhã desta quarta-feira (31/Julho/2019) a 62ª fase da Operação Lava Jato. Esta nova etapa mira o pagamento de propinas disfarçadas de doações eleitorais e operações de lavagem de dinheiro feitas pelo Grupo Petrópolis, da marca de cerveja Itaipava.
O presidente do Grupo Petrópolis, Walter Faria, é um dos alvos, mas até as 11h ainda não tinha sido localizado. Segundo o Ministério Público Federal, as irregularidades vinham sendo investigadas desde 2016, mas após a quebra do sigilo bancário dos investigados, notou-se que contas ligadas a Faria no exterior continuaram sendo movimentadas em 2018 e 2019. Em 2012, o Grupo Petrópolis foi alvo de uma operação contra sonegação de impostos, a empresa era suspeita de ter deixado de recolher mais de 600 milhões de reais em impostos estaduais entre 2006 e 2011, segundo a Secretaria da Fazenda de São Paulo.
De acordo com as investigações, a principal empresa paulista da Petrópolis estaria sonegando o ICMS (Imposto sobre Circulação de Mercadorias e Serviços) por meio de operações simuladas de transferências de bebidas entre o estabelecimento paulista e uma de suas filiais, localizada em Duque de Caxias, região metropolitana do Rio de Janeiro.
A empresa já passou por uma situação semelhante, em junho de 2005, quando dirigentes da cervejaria e distribuidoras de bebidas foram alvo da Operação Cevada. Na época, a Receita Federal investigava a sonegação de cerca de 1 bilhão de reais em impostos federais e estaduais.
Em 2008, o empresário Marcos Valério e seu sócio Rogério Tolentino foram presos na Operação Avalanche, sob acusação de comandar um grupo para tentar livrar a Cervejaria Petrópolis de uma fiscalização feita por fiscais da Receita estadual, que a autuou em mais de R$ 104 milhões por sonegação de impostos. A tática utilizada pelo grupo, segundo a Polícia Federal, era a de tentar desmoralizar os fiscais responsáveis pela autuação, o que levou os criminosos a abrir um inquérito policial contra os dois fiscais na cidade de Santos (SP), utilizando-se, para isso, de fatos inverídicos.

## Marcas
- Itaipava
- Crystal
- Lokal
- Cacildis
- Cerveja Petra
- Black Princess
- Weltenburger Kloster
- TNT Energy Drink
- TNT Sports Drink
- Magneto Energy Drink
- Blue Spirit
- Nordka
- Ironage
- Refrigerante It!
- Água Mineral Meleve
- Petra Tônica
- Petra Àgua Mineral Natural

## Sustentabilidade
Preocupação com o meio ambiente, há tempos, a preocupação com o meio ambiente em todo o planeta deixou de ser apenas dos ambientalistas. Hoje, a preservação ambiental é sinônimo de preservação da vida no planeta. O Grupo Petrópolis conhece sua responsabilidade para com o meio ambiente e entende que cada um deve fazer a sua parte, por isso, assumiu um Compromisso Ambiental, que envolve todo o ciclo de relacionamento de negócios, produção e desenvolvimento social. Política do Asg: somos uma empresa 100% brasileira, que fabrica produtos a partir de insumos naturais e tem como principal ativo as pessoas. Nossos compromissos ASG são:
Ambiental
• Valorizar, proteger e preservar o meio ambiente e seus recursos naturais
• Garantir o uso racional dos recursos naturais na cadeia produtiva, como água e energia
Social
• Valorizar a diversidade
• Interagir com a sociedade, atuando para o seu desenvolvimento
Governança
• Atender aos requisitos legais e a outros aplicáveis ao negócio
• Melhorar continuamente nossas operações, ambicionando o equilíbrio Ambiental, Social e Econômico na nossa cadeia de valor
• Produzir e distribuir de forma responsável, enxuta e circular
• Aprimorar continuamente o Sistema de Gestão ASG